# Isola Cameron (Windmill)
L'isola Cameron  (in inglese Cameron Island) è una piccola isola antartica facente parte dell'arcipelago Windmill.
Localizzata ad una latitudine di 66° 13' sud e ad una longitudine di 110°36' est, si trova al largo della costa Budd. La zona è stata mappata per la prima volta mediante ricognizione aerea durante l'operazione Highjump e l'operazione Windmill, negli anni 1947-1948.